# サルバドール・プッチ・アンティック
サルバドール・プッチ・アンティック（カタルーニャ語: Salvador Puig Antich、1948年 – 1974年3月2日）は1960年代のスペインのカタルーニャの反政府活動家。
Movimiento Ibérico de Liberación (MIL) のメンバーでフランコ政権末期のスペインで反政府組織の一員として資金調達のために銀行強盗をくり返し、警察官と銃撃戦になり警察官1名を射殺し、自分自身も重傷を負って警察病院に収監された。裁判で警官殺しの罪により死刑判決を受け、1974年3月2日にバルセロナの刑務所で鉄環絞首刑によって死刑が執行された。彼はスペインで鉄環絞首刑による最後の死刑を執行された2人のうちの1人である。
後に、反政府活動から死刑執行までの実話を描いた映画『サルバドールの朝』が製作された。